# Владимиров, Михаил Борисович
Михаи́л Бори́сович Влади́миров (род. 28 ноября 1976, Москва, СССР) — российский актёр театра и кино. Ведущий актёр Московского академического театра сатиры.

## Биография
Родился 28 ноября 1976 года в Москве, в актёрской семье. Рос и воспитывался в театральной среде. Отец — Борис Павлович Владимиров (1932—1988), советский актёр театра, кино и эстрады, один из участников (Авдотья Никитична) популярного советского эстрадного комического дуэта старушек «Вероника Маврикиевна и Авдотья Никитична». Мать — Татьяна Михайловна Державина (06.09.1941—19.05.2014), художник по тканям, большую часть своей жизни уделила воспитанию сына. Дядя — Михаил Державин (15.06.1936—10.01.2018), советский и российский актёр театра и кино, артист Московского театра сатиры, народный артист РСФСР (1989).
С шести лет по восьмой класс Владимиров учился в специальной средней школе с углублённым изучением немецкого языка в Москве. Затем поступил в общеобразовательную среднюю школу № 123 с изучением художественно-эстетического цикла средствами театрального искусства, расположенную в Хлыновском тупике в Москве. Окончив театральную школу, в 1993 году поступил в Щукинское училище, располагавшееся прямо в его доме.
В 1997 году окончил актёрский факультет Высшего театрального училища имени Б. В. Щукина в Москве (художественный руководитель курса — Марина Александровна Пантелеева) и был принят в труппу Московского академического театра сатиры.
В кино дебютировал в 2000 году в фильме Романа Качанова «ДМБ».

## Творчество

### Роли в театре
- «Яблочный вор» — Август
- «Левша» — Александр I, Николай I
- «Таланты и поклонники» — Гаврило Петрович Мигаев
- «Слишком женатый таксист» — Бобби Франклин
- «Счастливцев — Несчастливцев» — Миля
- «Неаполь — город миллионеров» — Пеппе Домкрат
- «Идеальный муж» — Фипс
- «Укрощение строптивой» — Кёртис
- «Вечерний выезд Общества слепых» — Очкарик
- «Рогоносцы»

### Фильмография
- 1994 — Жених из Майами — пижонистый посетитель кожвендиспансера с плеером (эпизод)
- 2000 — ДМБ — Лавров, старший сержант
- 2000 — Нам — 75!
- 2001 — Даун Хаус — Ганя Иволгин
- 2001 — Под Полярной звездой — Полетов
- 2002 — Бригада (серии № 7, 8) — член банды Бека
- 2002 — Каменская 2 (фильм № 4 «За всё надо платить») — Михаил Шоринов, племянник Денисова
- 2004 — Тариф на любовь — Дмитрий
- 2004 — Формула (серия № 3 «Тайная жизнь Аляски») — Феликс, жених Аляски
- 2004 — Таксистка — Серёга (эпизод)
- 2005 — Взять Тарантину — помощник Миколы-«Пепельницы»
- 2005 — Тайский вояж Степаныча — Семён (Сеня Шпилевой), карточный шулер
- 2005 — 9 рота — механик-водитель БМП
- 2005 — Дети Ванюхина — «Конопля»
- 2005 — Двое у ёлки, не считая собаки — Лёлик, стилист
- 2005 — Голова классика — Пантыкин
- 2005 — Виртуальный роман — Жора
- 2006 — Испанский вояж Степаныча — Семён (Сеня), карточный шулер
- 2006 — Точка — «Джексон»
- 2006 — Сдвиг — Беффит
- 2006 — Русское средство — Николай Бычко
- 2006 — Погоня за ангелом — «Муха»
- 2006 — Жара — менеджер кафе
- 2007 — Атлантида — Феликс
- 2007 — Откройте, Дед Мороз! — нервный мафиози
- 2007 — Короли игры — Александр Марголин, владелец модельного агентства «Гламур»
- 2008 — Цыганочка с выходом  — Стас Носов, журналист бульварной газеты
- 2008 — Девочка — Игорь
- 2009 — Савва Морозов — адъютант Великого князя
- 2009 — Обитаемый остров — капрал
- 2009 — Братья Карамазовы — Фетюкович, адвокат Дмитрия Карамазова
- 2009 — Вся прелесть любви (А мама лучше) — Яша
- 2009 — Когда мы были счастливы — Олег, компаньон Глеба по бизнесу
- 2009 — Пелагия и белый бульдог — Пришибякин, ротмистр
- 2010 — Если нам судьба — Вячеслав Верёвкин, муж Анастасии
- 2010 — Кандагар — Андрей, турист, знакомый Сергея

- 2010 — Дочки-матери — Игорь
- 2010—2011 — Аманда О — Серж, муж Аманды О
- 2012 — Ржевский против Наполеона — пленный
- 2012 — Мексиканский вояж Степаныча — Семён (Сеня), карточный шулер, зять Степаныча
- 2012 — Большая ржака — Эндрю
- 2012 — Папины дочки. Суперневесты (серия № 398) — кинорежиссёр
- 2012 — Гром — Олег Филатов («Фил»)
- 2013 — Хорошие руки — Зозуля
- 2014 — Кавказская пленница! — Давид, таксист
- 2014 — Кровь с молоком — Тимофей, брат Константина, массажист
- 2014 — Гена Бетон — младший опер
- 2014 — Московская борзая — Вениамин Александрович Скобельников, эксперт-криминалист нижегородской полиции
- 2014 — Тайный город (телесериал) — Ляпсус
- 2014 — Уйти, чтобы вернуться — Гурьев
- 2015 — Деньги — Безбородко,
- 2015 — Ника — Илья Сергеевич Мишин
- 2017 — Обмен — Константин
- 2017 — Кровавая барыня — Мансуров
- 2020 — Катя и Блэк — Климов
- 2020 — Зулейха открывает глаза (сериал, 2020) — Полипьев
- 2021 — Угрюм-река — князь Долгорукий
- 2022 — Марш утренней зари — член жюри
- 2022 — Ловец снов — Мастерман

### Озвучивания мультфильмов
- 1942 — Бэмби — Топотун (дубляж студии «Пифагор», 2004 г.)

## Награды
- Медаль «За труды в культуре и искусстве» (17 июля 2025 года) — за заслуги в области культуры и искусства, многолетнюю плодотворную деятельность[4].